# Hermann Elflein

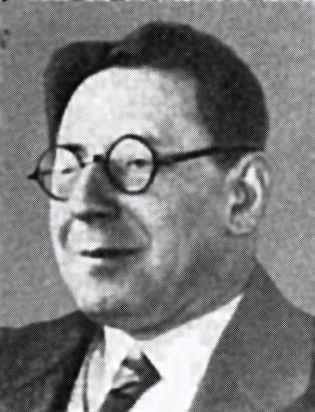
Hermann Elflein

Hermann Elflein (* 8. Februar 1892 in Langensalza; † 22. Juli 1943 im KZ Sachsenhausen) war ein deutscher Lithograph, Politiker (KPD) und Widerstandskämpfer gegen den Nationalsozialismus.

## Leben
Elflein, Sohn eines Postassistenten, immatrikulierte sich im Januar 1919 an der Akademie der Bildenden Künste München in der Zeichenschule von Gabriel von Hackl. Er war Mitglied des Verbandes der Lithographen, Steindrucker und verwandter Berufe und trat 1920 in Thüringen der KPD bei. Im Jahr 1922 zog er nach Potsdam. Dort gehörte er für die KPD von 1924 bis 1928 der Stadtverordnetenversammlung an. Mit seinen Lithographien und Plakaten rief Elflein gegen die Kriegsgefahr und den stärker werdenden Faschismus auf.
Kurz nach der „Machtergreifung“ der Nationalsozialisten 1933 wurde er verhaftet und neun Monate im KZ Oranienburg festgehalten. Nach seiner Entlassung organisierte Elflein 1934 den Widerstandskampf der KPD in Potsdam, Nowawes und Umgebung.

Durch Kontakte zur Leitung nach Berlin und die vermittelnde Funktion Elfleins konnten 1935 zwei bis dahin selbständig agierende, kommunistische Widerstandsgruppen in Potsdam vereinigt werden. Im Februar 1936 wurde Elflein erneut verhaftet und später zu fünf Jahren Zuchthaus verurteilt. Nach Ablauf der Haftstrafe verschleppte ihn die Gestapo in das KZ Sachsenhausen, wo er am 22. Juli 1943 als Folge der jahrelangen Folter und Haft an Entkräftung verstarb.

## Ehrungen
- 1945 wurde in Potsdam die Schockstraße in Hermann-Elflein-Straße umbenannt.